# Чиниђано
Чиниђано (итал. Cinigiano) је насеље у Италији у округу Гросето, региону Тоскана.
Према процени из 2011. у насељу је живело 645 становника. Насеље се налази на надморској висини од 304 м.

## Становништво
Према резултатима пописа становништва 2011. у општини је живело 2.662 становника.
| 1936. | 1951. | 1961. | 1971. | 1981. | 1991. | 2001. | 2011. |
| ----- | ----- | ----- | ----- | ----- | ----- | ----- | ----- |
| 5.415 | 5.332 | 4.777 | 3.784 | 3.394 | 3.013 | 2.695 | 2.662 |